# 駅家駅
駅家駅（えきやえき）は、広島県福山市駅家町大字倉光にある、西日本旅客鉄道（JR西日本）福塩線の駅である。

## 歴史

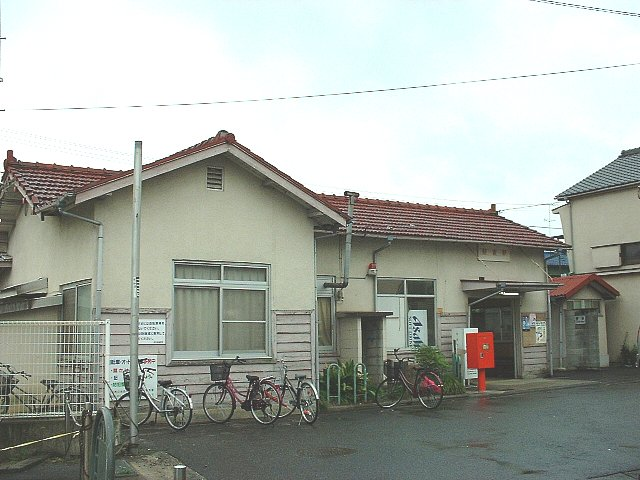
旧駅舎（2006年2月）

- 1914年（大正3年）7月21日：福塩線の前身である両備軽便鉄道開通時に開設[2]。
- 1926年（大正15年）6月26日：両備軽便鉄道が両備鉄道に改称。
- 1933年（昭和8年）
  - 9月1日：両備鉄道両備福山 - 府中町間国有化、鉄道省福塩線の駅となる[2]。
  - 11月15日：福塩北線開通に伴い、それまでの福塩線が福塩南線に改称、当駅もその所属となる。
- 1934年（昭和9年）2月：駅舎改築。
- 1938年（昭和13年）7月28日：福山 - 塩町間全通。福塩南線が福塩線の一部となり、当駅もその所属となる。
- 1970年（昭和45年）12月10日：貨物取扱廃止[2]。
- 1984年（昭和59年）2月1日：荷物扱い廃止[2]。
- 1987年（昭和62年）4月1日：国鉄分割民営化に伴い、西日本旅客鉄道（JR西日本）の駅となる[2]。
- 2020年（令和2年）2月29日：この日限りで駅窓口営業終了、無人駅化[3][4]。
- 2021年（令和3年）2月3日：新駅舎使用開始に伴い、旧駅舎・ホーム上屋解体。

## 駅構造

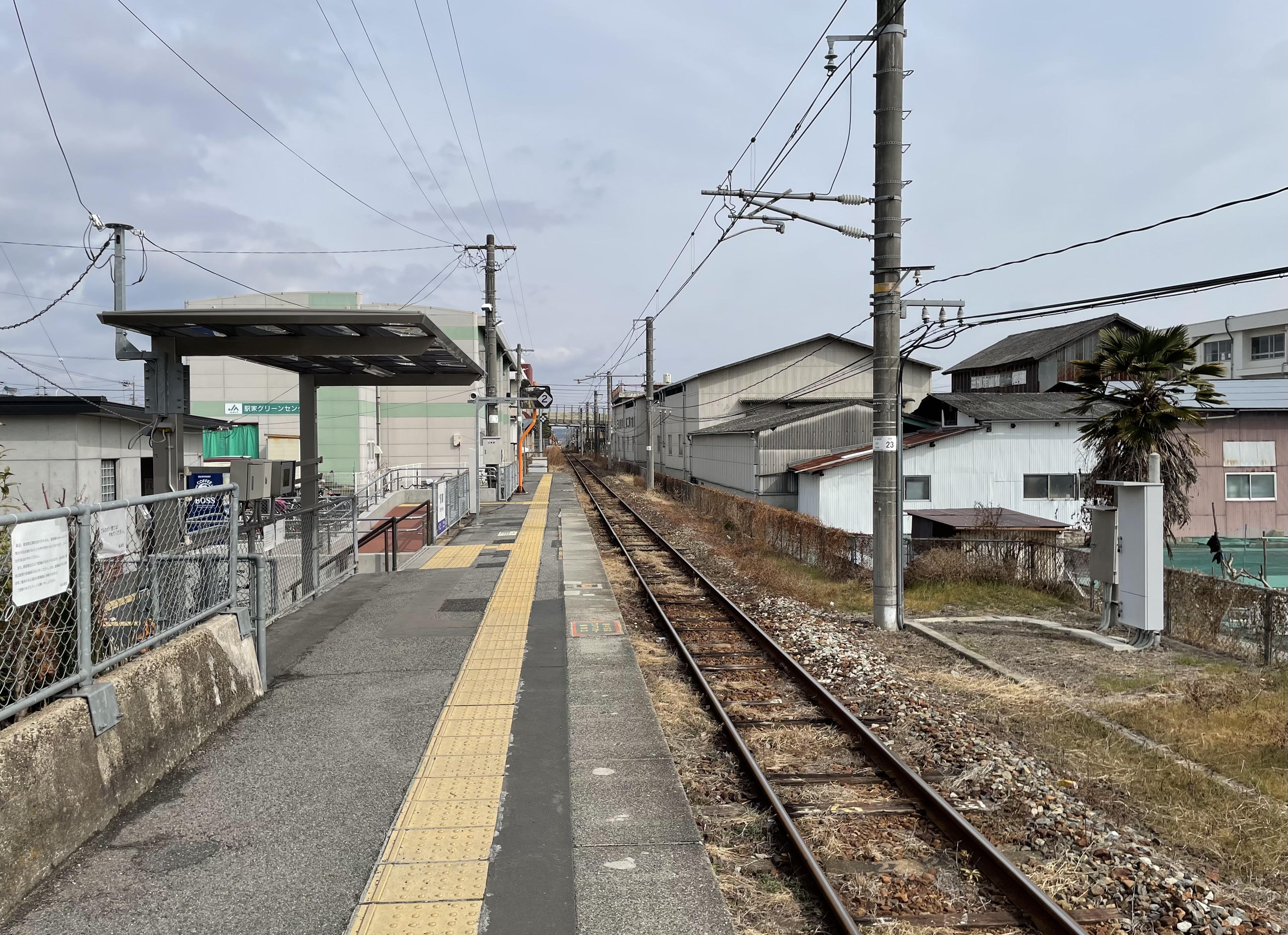
ホーム（2025年2月）

府中方面に向かって右側に単式ホーム1面1線を有する地上駅（停留所）。棒線駅のため、福山方面行・府中方面行双方が同一ホームを共用する。駅舎は戦前に建てられた木造建築が2021年2月2日まで使われていた。また、男女共用の水洗式便所が2020年9月頃まで使われたが、駅舎建替えに伴い、解体された。跡地は駐輪場となっている。
なお2021年2月3日よりコンクリート製新駅舎が使用開始された。
福山駅管理の無人駅。2020年2月29日までは業務委託駅（JR西日本岡山メンテック受託）であった。

## 利用状況
近年の1日平均乗車人員の推移は以下の通り。
| 年度               | 1日平均 乗車人員 |
| ------------------ | ---------------- |
| 2001年（平成13年） | 773              |
| 2002年（平成14年） | 762              |
| 2003年（平成15年） | 754              |
| 2004年（平成16年） | 737              |
| 2005年（平成17年） | 677              |
| 2006年（平成18年） | 707              |
| 2007年（平成19年） | 713              |
| 2008年（平成20年） | 732              |
| 2009年（平成21年） | 693              |
| 2010年（平成22年） | 704              |
| 2011年（平成23年） | 708              |
| 2012年（平成24年） | 721              |
| 2013年（平成25年） | 726              |
| 2014年（平成26年） | 707              |
| 2015年（平成27年） | 746              |
| 2016年（平成28年） | 770              |
| 2017年（平成29年） | 762              |
| 2018年（平成30年） | 715              |
| 2019年（令和元年） | 726              |

## 駅周辺
あたりは福山市郊外の古くからある住宅街。1975年（昭和50年）までは駅家町という単独の自治体であった。
- 国道486号
- 福山市北部支所
- 福山市北部図書館
- JA福山市駅家支店
- 福山市立駅家小学校
- 福山市立駅家北小学校
- 福山市立駅家西小学校
- 福山市立駅家中学校
- 福山市立駅家南中学校
- 駅家郵便局
- ハローズ南駅家店

## 隣の駅
西日本旅客鉄道（JR西日本）
 福塩線
万能倉駅 - 駅家駅 - 近田駅